# Vintergatan 5a
Vintergatan 5a var ett sommarlovsprogram med regi av Petter Bragée som visades mellan 13 juni och 11 augusti 2000 i SVT. Programmet följdes året efter av Vintergatan 5b och klipptes sedan tillsammans om till Tillbaka till Vintergatan 2003.

## Handling och innehåll
Serien handlade om ungdomarna Mira, Henrik, Glen och den motvilligt medföljande, sure taxichauffören Peo, som skickas upp i rymden på hemligt uppdrag.
Varje dag kunde tittare ringa in och lösa problem åt deltagarna på rymdskeppet, till exempel hur man skulle gå till väga för att bota en förkylning eller bara vara med och spela något spel. Deltagarna tittade även varje dag på en av tre filmer. De filmer som visades var Vi fem (som sändes på måndagar), De vilda djurens flykt (som sändes på tisdagar, onsdagar och torsdagar) och Sommarhajk (som sändes på fredagar).

## Rollista
- Philomène Grandin – Mira
- Pelle Hanæus – Henrik
- Wilson D. Michaels – Glen
- Anders Linder – Peo / Kapten Zoom
- Jonas Sykfont – Femman
- Thomas Hellberg – Aliens röst
- Per-Axel Gjöres – Taxichefen
- Christina Göransson – Ulla
- Juan Rodríguez – Miras pappa
- Maria Lustrón – Miras farmor
- Giacomo Palma – Miras brorsa
- Henrik Olsson – sig själv
- Thomas Di Leva – sig själv

## Produktion

### Bakgrund och idé
Efter en längre tids låga tittarsiffror och 1999 års sommarlovsprogram Mormors magiska vind som nådde de dittills lägsta tittarsiffrorna för ett sommarlovsprogram uttryckte Ragna Wallmark, genreansvarig på SVT, att det "skulle det vara kul att få en nytändning och hitta på något nytt". Därefter gick uppdraget att göra nästa års program till Petter Bragée som skulle göra ett rymdäventyr.
Petter Bragée fick idén till programmet när han var tjänstledig från SVT under 1999. Det året jobbade han på en bananodling på Hawaii där han uppgett att han kände sig som "på en annan planet".

### Rollsättning och produktion
Anders Linder spelade 1976 superhjältefiguren Kapten Zoom i barnprogrammet Galaxer i mina braxer, sa Kapten Zoom. Programmet sågs av många barn, däribland Petter Bragée som därför hade Anders Linder som Kapten Zoom i åtanke när Bragée ville göra Vintergatan 5a. Linder hade bevarat dräkten som han använde när han spelade Kapten Zoom och återanvände den för inspelningarna av Vintergatan 5a. Anders Linder spelade också rollen som den griniga taxichauffören Peo.
När produktionsteamet sökte efter en amerikansk skådespelare som talade svenska till rollen som Glen kom de i kontakt med Wilson D. Michaels som när han fått höra att det dessutom saknades en till roll tipsade om sin dåvarande partner Pelle Hanæus som kom att spela Henrik.
Produktionen var enligt Bragées en lågbudgetproduktion vilket ledde till kreativa lösningar i bland rollsättningen med bland annat Bragées vän Per-Axel Gjöres i rollen som taxichefen och SVT:s receptionist Christina Göransson i rollen som Ulla.
| ”                                 | – Skådisarna var rätt och manuset höll. Alla jobbade mer än vi hade pengar för, det var som att det även var kult bland teamet, säger Petter Bragée och berättar att tekniker sov på vinden och jobbet fortlöpte dygnet runt. | „ |
| – Petter Bragée, Göteborgs-Posten | |   |

### Inspelning
De förinspelade scenerna spelades in under våren före på vulkanen Teide, Mercedesskogen och Benijostranden på Teneriffa, Thujaskogen på norra Öland, Kleva gruva utanför Vetlanda, Gotland och gamla slakteriet i Alvesta.
Inomhusscenerna i rymdskeppet med de live-sända inslagen spelades in i studio i Växjö.

## Mottagande
Serien blev en publikframgång och sågs av drygt en halv miljon tittare vilket motsvarar 20 procent av svenska barn och var en av de högsta siffrorna för ett sommarlovsprogram sedan MMS-mätningarna startade 1992. Serien fick också ett stort genomslag bland tittarna där mellan 20 000 och 40 000 tittare ringde in till programmet för att delta.
Ulf Clarén på Sydsvenskan tyckte serien hade en bra idé som dessutom var väl genomförd och rolig. I synnerhet berömdes skådespelarinsatserna, miljöerna och rekvisitan. Clarén tyckte dessutom serien påminde om den engelska serien Red Dwarf men kritiserade i viss mån live-elementen som meningslösa.

### Fotnoter
1. 1 2  ”Svensk mediedatabas”. http://smdb.kb.se/catalog/search?q=%22Vintergatan+5a%22+typ%3Atv&sort=OLDEST. Läst 1 april 2011.
2. ↑  Nina Schaub (21 juni 2000). ”Sommarlediga barn tar hellre sovmorgon”. Expressen. Läst 29 augusti 2023.
3. 1 2 3 4  ”Sommarlovssuccén ”Vintergatan” – skådespelarna berättar allt efter 19 år”. www.expressen.se. 26 oktober 2019. https://www.expressen.se/noje/sommarlovssuccen-vintergatan-skadespelarna-berattar-allt-efter-19-ar/. Läst 29 augusti 2023.
4. ↑  Malin Holmstrand (31 juli 2000). ”Vintergatan, populär sommaradress”. Göteborgs-Posten. Läst 14 april 2024.
5. 1 2  Alexander Hammarlöf (14 mars 2000). ”Kapten Zoom gör comeback”. Expressen. Läst 14 april 2024.
6. ↑  Tom Fägrell (3 mars 2000). ”Kapten Zoom - 70-talets favorit nu är han tillbaka”. Aftonbladet. Läst 14 april 2024.
7. ↑  Linn Åsroth (9 maj 2025). ”Därför säger Femman i Vintergatan bara fem fem fem • Barnprogrammet 25 år”. Göteborgs-Posten. https://www.gp.se/kultur/darfor-sager-femman-i-vintergatan-bara-fem-barnprogrammet-firar-25-ar-.16ed869e-adcf-459d-ab9e-a3ab349e2e7e. Läst 4 juni 2025.
8. 1 2  Malin Holmstrand (31 juli 2000). ”Vintergatan, populär sommaradress”. Göteborgs-Posten. Läst 14 april 2024.
9. 1 2  ”SLUT FÖR DEN HÄR GÅNGEN!”. svt.se. Arkiverad från originalet den 24 april 2008. https://web.archive.org/web/20080424001516/http://svt.se/svt/jsp/Crosslink.jsp?d=2102. Läst 29 augusti 2023.
10. ↑  Kalle Malmstedt (21 juli 2001). ”Vintergatan når rekordhöjder”. Göteborgs-Posten. Läst 28 augusti 2023.
11. ↑  ”Vintergatan 5a”. Göteborgs-Posten. 18 juli 2000. Läst 27 augusti 2023.
12. ↑  Mikael Jansson (2 mars 2001). ”Barnen får följa med kapten Zoom ut i rymden”. Aftonbladet. Läst 27 augusti 2023.
13. ↑  ”Om tv: Spännande sommarlov i rymden”. Sydsvenskan. 15 juni 2000. Läst 27 augusti 2023.